# نینا نونس
نینا نونس (انگلیسی: Nina Nunes؛ زادهٔ ۳ دسامبر ۱۹۸۵) یا نینا نونز، ورزشکار هنرهای رزمی ترکیبی و تکواندوکار اهل ایالات متحده آمریکا است.